# Чаяндинское нефтегазоконденсатное месторождение
Чаяндинское нефтегазоконденсатное месторождение — одно из крупнейших на востоке России. Является базовым для формирования Якутского центра газодобычи и ресурсной базой для газопровода «Сила Сибири» и Амурского газоперерабатывающего завода (наряду с Ковыктинским месторождением в Иркутской области).

## История
Открыто в 1983 году. Расположено в Ленском районе Якутии.
Соглашение о сотрудничестве между ОАО «Газпром» и Республикой Саха (Якутия) подписано в июле 2007 года.
Лицензия на Чаяндинское нефтегазоконденсатное месторождение предоставлена «Газпрому» в соответствии с распоряжением правительства РФ от 16 апреля 2008 года, после чего здесь был проведён комплекс геологоразведочных работ.
В 2012 году правление «Газпрома» утвердило инвестиции в обустройство месторождения, транспорт и переработку. В 2013 года месторождению была присвоена классификация уникального месторождения по величине извлекаемых запасов. В геологоразведочных работах (ГРР) и дальнейших исследованиях геологического строения участвовали несколько компаний: «Газпром геологоразведка», «ЦНИП ГИС», «Газпром ВНИИГАЗ», «ИНГЕОСЕРВИС», «Газпром бурение», «Стройтранснефтегаз». Оператором выступает «Газпром добыча Ноябрьск». В 2014 году на месторождении началась пробная добыча нефти. В перспективе нефть с месторождения будет направляться в нефтепровод «Восточная Сибирь — Тихий океан» (ВСТО).
В 2015 году «Газпром» приступил к обустройству газовых залежей. Начало добычи газа будет синхронизировано с запуском магистрального газопровода «Сила Сибири» и Амурского газоперерабатывающего завода. Завершились сейсморазведочные исследования.
В 2015 года генеральным подрядчиком становится «Газпром бурение».
В 2019 года пробурено 508 тыс. м проходки, закончено строительством 142 эксплуатационные скважины.
В соответствии с утверждённым проектом к 2023 году фонд скважин Чаяндинского месторождения должен составить 335 единиц.

## Месторождение
По размеру запасов (B1+B2) относится к категории уникальных — около 1,2 трлн м³ газа и около 61,6 млн тонн нефти и конденсата. Проектная годовая производительность — 25 млрд м³ газа, 1,9 млн тонн нефти и 0,4 млн тонн газового конденсата.
Газ месторождения имеет сложный компонентный состав, в том числе содержит значительные объёмы гелия. На Чаяндинском месторождении впервые в России в промышленном масштабе будет использована технология мембранного извлечения гелия из природного газа непосредственно на промысле. Также месторождение станет сырьевой базой для Амурского газоперерабатывающего завода, где из газа будут извлекаться ценные фракции.